# Pärt Uusberg

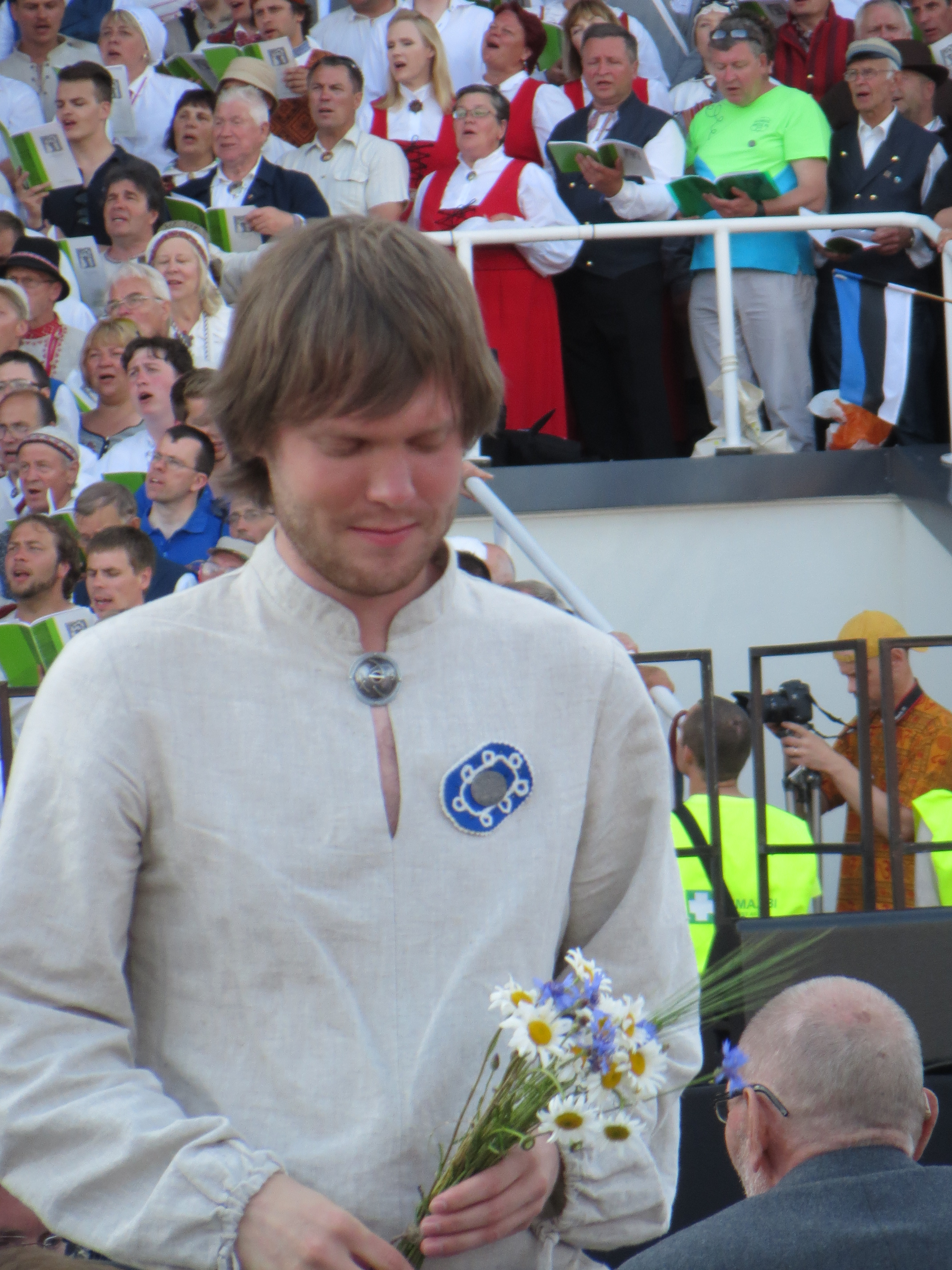
Pärt Uusberg am 26. Laulupidu (2014)

Pärt Uusberg (* 16. Dezember 1986 in Rapla, Estnische SSR) ist ein estnischer Komponist und Chorleiter. Als Schauspieler wurde er als Joosep im Film Klass bekannt.
Uusberg wuchs in Rapla auf, wo er im Kinderchor seiner Mutter Urve Uusberg sang. Während der Schulzeit begann er mit Theater und erhielt einige Auszeichnungen, u. a. an den Betti-Alver-Literaturtagen 2002 und 2003 sowie am staatlichen Schultheather-Festival 2004 in Narva. Uusberg studierte Chorleitung bei Heli Jürgenson in Tallinn und schloss 2009 seinen Bachelor ab; 2014 folgte der Master in Komposition bei Tõnu Kõrvits sowie 2018 in Chorleitung bei Tõnu Kaljuste.
2019 komponierte Uusberg die Titelmusik zum 27. Laulu- ja tantsupidu. 2020 wurde er zum Künstlerischen Leiter des 13. Jugendliederfests ernannt, das im Juli 2023 stattfand.
Sein Bruder Uku Uusberg ist ebenfalls als Schauspieler tätig. Sein Vater Valter Uusberg ist Regisseur für Animationsfilme.

## Filmografie (Auswahl)
- Risttuules (2014)
- Oleg (2010)
- Klass (2007)
- Päikese radadel (2006)
- Malev (2005)
- Sigade revolutsioon (2004)